# Leucochrysa lafoni
Leucochrysa lafoni är en insektsart som först beskrevs av Navás 1911.  Leucochrysa lafoni ingår i släktet Leucochrysa och familjen guldögonsländor. Inga underarter finns listade i Catalogue of Life.